# Autonome Provincie Kosovo en Metohija (1990-2008)
De Autonome Provincie Kosovo en Metohija (Servisch: Аутономна Покрајина Косово и Метохија, Autonomna Pokrajina Kosovo i Metohija; Albanees: Krahina Autonome e Kosovës dhe Metohis) was een provincie van Servië, hoewel die staat de regio nog altijd als onderdeel van zich beschouwt, ondanks het uitroepen van onafhankelijkheid door Kosovo in 2008.

## Geschiedenis
Van 1974 tot 1990 heette het de Socialistische Autonome Provincie Kosovo. De naamswijziging in 1990 ging samen met het verlies van verschillende autonome bevoegdheden. De verandering was in feite een terugkeer naar de situatie van vóór 1974, toen het ook de naam Autonome Provincie Kosovo en Metohija droeg.
In 1991 werd de provincie onafhankelijk verklaard door de etnisch Albanese bevolking en benoemd tot de Republiek Kosovo. Deze staat werd destijds echter alleen erkend door Albanië.

## Demografie
Etnische samenstelling:
- Albanezen (93%)
- overig: Serviërs, Bosniakken, Roma, Gorani, Turken (c. 5%)

## Kosovo-oorlog
In het laatste decennium van de 20e eeuw viel Joegoslavië uit elkaar. Na de Kosovo-oorlog (1998–1999) kwam Kosovo onder interim-bestuur (UNMIK) door de Verenigde Naties maar was het geografisch gezien nog altijd onderdeel van Servië, tot de betwiste onafhankelijkheid in 2008.

## Politiek bestuur

### Hoofd van de provincie

#### Provinciale Coördinator
- Momčilo Trajković (11 april 1990 - 1991)

#### Burgemeesters vanPristina
- Živojin Mitrović (1991 - 1992)
- Novica Sojević (1992)

#### Prefecten van het Kosovo District
- Miloš Simović (1992 - 1994)
- Aleksa Jokić (1994 - 1996)
- Miloš Nesović (1996 - 1998)
- Veljko Odalović (1998 - 1999) (1e keer)

#### In oppositie tegen deUNMIK
- Andreja Milosavljević (1999 - 2000)
- Veljko Odalović (2000 - 2001) (2e keer)
- Jovica Filipović (12 april - 6 december 2001)
- Dragan Velić (6 december 2001 - 28 september 2004)
- Srđan Vasić (28 september 2004 - 13 december 2007)
- Goran Arsić (13 december 2007 - heden)

### Schaduwpremier vanRepubliek Kosova(1990-2000)
De functie van premier (Voorzitter van de Uitvoerende Raad) was in deze periode officieel afgeschaft door de regering van Servië.
- Jusuf Zejnullahu (7 september 1990 - 5 oktober 1991)
- Bujar Bukoshi (5 oktober 1991 - 1 februari 2000) (tot 19 oktober 1991 voorzitter van de regering; van 1993 tot juni 1999 in verbanning in Bonn, Duitsland)
- Hashim Thaçi (2 april 1999 - 1 februari 2000) (voorlopig) (in oppositie)

### Minister voor Kosovo en Metohija (in de Servische regering)
- Slobodan Samardžić (15 mei 2007 - 7 juli 2008)
- Goran Bogdanović (7 juli 2008 - 27 juli 2012)